# جوایز ویدئو موسیقی ام‌تی‌وی ۲۰۱۲
موزیک ویدئوی ام‌تی‌وی ۲۰۱۲، با مجری گری کوین هارت، در روز پنجشنبه ۶ سپتامبر ۲۰۱۲، به افتخار بهترین نماهنگ‌ها از سال گذشته برگزار شد. جوایز در استیپلز سنتر در لس آنجلس اهدا شد. نامزدها در تاریخ ۳۱ ژوئیه ۲۰۱۲ اعلام شدند. ریانا و دریک نامزد ۵ جایزه شدند در حالی که کتی پری و بیانسه نامزد ۴ جایزه شدند.
وان دایرکشن بزرگترین برنده آن شب با برنده شدن هر ۳ جایزه نامزد شده بود؛ و در ادامه ریانا برنده جایزه بهترین ویدئوی سال شد.

## جوایز

### ویدئوی سال
ریانا (به همراه کالوین هریس) - "ما عشق را یافتیم"
- دریک (به همراه ریانا) - "Take Care"
- گوتیه (همراه کمیبرا) - "کسی که می‌شناختم"
- ام.آی.ای. - "Bad Girls"

### بهترین ویدئوی مرد
کریس براون - Turn Up the Music
- جاستین بیبر - دوست پسر
- فرانک اوشن - "Swim Good"
- آشر - "Climax"

### بهترین ویدئوی زن
نیکی میناژ - سفینه فضایی
- سلنا گومز و صحنه - من عاشقتم مثل یک ترانه عاشقانه
- کتی پری - بخشی از من
- ریانا (به همراه کالوین هریس) - «ما عشق را یافتیم»

### بهترین هنرمند جدید
وان دایرکشن - چیزی که تو رو زیبا می کنه
- فان - ما جوانیم
- کارلی جپسن - به من شاید زنگ بزن
- فرانک اوشن - "Swim Good"
- د وانتد - "Glad You Came"

### بهترین ویدئوی پاپ
وان دایرکشن - چیزی که تو رو زیبا می کنه
- جاستین بیبر - دوست پسر
- ریانا (به همراه کالوین هریس) - «ما عشق را یافتیم»
- مارون فایو (به همراه ویز خلیفا) - پاپیون

### بهترین ویدئوی راک
کلدپلی - Paradise (بهشت)
- The Black Keys - «پسر تنها»
- Imagine Dragons- «زمانش است»
- لینکین پارک - بسوزونیمش
- جک وایت - Sixteen Saltines

### بهترین ویدئوی هیپ هاپ
دریک (به همراه لیل وین) - HYFR

### بهترین نماهنگ الکترونیک
کالوین هریس - "Feel So Close"

### بهترین کارگردانی در یک ویدئو
ام.آی.ای. - "Bad Girls"

### بهترین طراحی رقص در ویدئو
کریس براون - "Turn Up the Music"

### بهترین جلوه‌های ویژه در ویدئو
اسکریلکس - "First of the Year "

### بهترین کارگردانی هنری در یک ویدئو
کیتی پری - کاملاً هوشیار

### بهترین ویرایش در یک ویدئو
بیانسه - Countdown

### بهترین فیلمبرداری در یک ویدئو
ام.آی.ای. - "Bad Girls"

### بهترین ویدیو با یک پیام
دمی لواتو - Skyscraper

### بیشترین اشتراک گذاری ویدیوئی
وان دایرکشن - چیزی که تو رو زیبا می کنه

## لینک‌ها
- سایت رسمی